# Franz Ignaz Seuffert
Franz Ignaz Seuffert (* 9. November 1732; † 17. November 1810 in Würzburg) war ein deutscher Orgelbauer.

## Leben und Werk
Franz Ignaz Seuffert war Johann Philipp Seufferts jüngster Sohn und erlernte von ihm den Orgelbau. Nach Wanderjahren in den Niederlanden, Frankreich und der Schweiz übernahm Seuffert 1768 das Geschäft seines Vaters in Würzburg. Dort wurde er zum Hoforgelbauer ernannt. Von Seuffert sind 17 neue Orgeln nachgewiesen, hauptsächlich im unterfränkischen Bereich. Aus wirtschaftlichen Gründen befasste er sich aber auch mit dem Bau anderer besaiteter Tasteninstrumente und erwarb sich in diesem Bereich einen guten Ruf: „Nebst dem Orgelbaue hat er viele sehr gute Clavichorde und andere Claviaturinstrumente verfertiget, und bey jeder Arbeit seine vorzüglichen Kenntnisse in diesem Geschäfte […] bei seinem Kreise bewiesen.“
In seinen letzten Lebensjahren verfasste er die Lebensbeschreibung seines Vaters, die sich heute im Besitz der Würzburger Universität befindet. Ein Beispiel seiner Orgelbaukunst existiert bis heute in der Nikolaikirche in Obervolkach im Landkreis Kitzingen. Eventuell geht auch die Orgel in der lutherischen Kirche in Possenheim auf den mittleren Seuffert zurück.
Franz Ignaz Seufferts älterer Sohn Johann Philipp Albert Seuffert (1763–1834) führte das Amt des Würzburger Hoforgelbauers bis 1834 weiter. Von ihm hat sich eine Orgel in der Filialkirche St. Nikolaus  in Neuses am Berg im Landkreis Kitzingen erhalten. Nach seinem Tod verwaiste die Würzburger Werkstatt der Familie Seuffert vorübergehend, bis Balthasar Schlimbach sie im Jahr 1836 übernahm.
Franz Ignaz Seufferts jüngerer Sohn Franz Martin Seuffert (1772–1847) ging 1804 als Klavierbauer nach Wien und eröffnete dort eine Klaviermanufaktur, aus der 1855 die Klavierfabrik Friedrich Ehrbar hervorging.

## Werkliste (Auswahl)
| Jahr     | Ort                       | Gebäude                     | Bild | Manuale | Register | Bemerkungen                                                                                              |
| -------- | ------------------------- | --------------------------- | ---- | ------- | -------- | --- |
| vor 1760 | Kirchveischede            | St. Servatius               |      | I/P     | 11?      | Zuschreibung, mehrfach umgebaut erhalten                                                                 |
| um 1760  | Liesen                    | Alte Pfarrkirche St. Thomas |      | I/p     | 8        | oder von Johann Philipp Seuffert; 1811 Neubau in Liesen unter Einbeziehung von Teilen der Seuffert-Orgel |
| 1767     | Würzburg                  | Franziskanerkirche          |      | II/P    | 26       | nicht erhalten                                                                                           |
| 1768     | Bruchsal                  | St. Peter                   |      | II/P    | 20       | Prospekt mit Zinnpfeifen erhalten                                                                        |
| 1768     | Oberscheinfeld            | St. Gallus                  |      | I/P     | 11       | erhalten                                                                                                 |
| 1769     | Hemmersheim               | St. Kilian                  |      | I/P     | 11       | erhalten                                                                                                 |
| 1772     | Königheim                 | St. Martin                  |      |         |          | Prospekt erhalten                                                                                        |
| 1774     | Obervolkach               | St. Nikolaus                |      | I/P     |          | Zuschreibung; erhalten                                                                                   |
| 1775     | Grafenrheinfeld           | Kreuzauffindung             |      | II/P    | 23       | ersetzt                                                                                                  |
| 1776     | Bad Neuhaus               | Schlosskirche               |      | I/P     | 10       | Zuschreibung; vollständig erhalten                                                                       |
| 1778     | Kirchheim                 | St. Michael                 |      | I/P     | 13       | Prospekt erhalten                                                                                        |
| um 1782  | Heiligenstein (Römerberg) | St. Sigismund               |      | I/P     | 14       | weitgehend erhalten                                                                                      |
| 1784     | Possenheim                | Evangelische Kirche         |      | I/P     | 12       | Prospekt erhalten, Umbau vor 1977 durch Gebr. Hey → Orgel                                                |
| 1787     | Alsleben                  | St. Kilian                  |      | I/P     | 14       | weitgehend erhalten                                                                                      |